# Charles Pinot Duclos

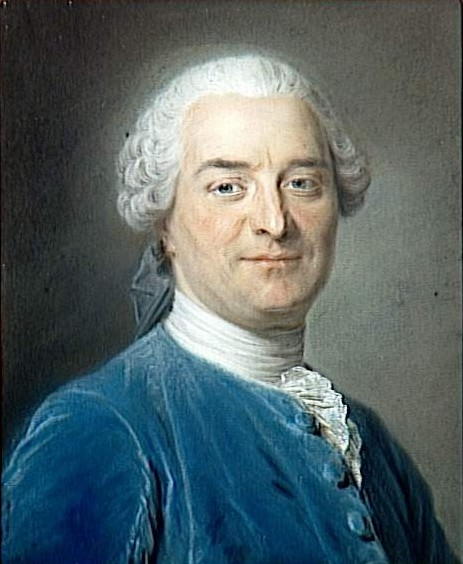
Charles Pinot Duclos, Gemälde von Maurice Quentin de La Tour. Saint-Quentin, Musée Antoine Lécuyer

Charles Pinot Duclos (* 12. Februar 1704 in Dinan (Bretagne); † 26. März 1772 in Paris) war ein französischer Autor, Historiker und Enzyklopädist. Seit dem Jahre 1755 war er als Sekretär der Académie française tätig, er schrieb u. a. Abhandlungen zur Kulturgeschichte, Romane und Erzählungen.

## Leben und Wirken

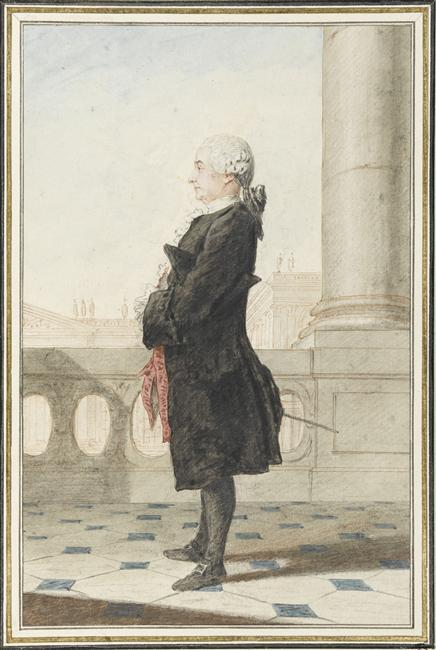
Charles Pinot Duclos. von Carmontelle. Chantilly, Musée Condé

Als Sohn eines wohlhabenden Hutmachers von Dinan beabsichtigte Duclos zunächst das Handwerk und Geschäft von seinem Vater zu übernehmen. Die Familie verlor den größten Teil ihres Vermögens in der sich desaströs entwickelnden und von John Law initiierten Spekulationsblase um die Mississippi-Kompanie im Jahre 1720 (Mississippi-Blase). Seine verwitwete Mutter schickte ihn aber zur weiteren Ausbildung nach Paris. Er setzte seine Ausbildung zunächst an der Académie fort, die Abbé de Dangeau in der rue de Charonne unterhielt, um dann am  Collège d’Harcourt Jurisprudenz zu studieren. Nach Abschluss seines Studiums begann er bei einem Pariser Advokaten zu arbeiten.
Er verkehrte im Café Procope und schloss sich einer kleinen Gruppe um Alexis Piron,  Claude-Henri de Fusée de Voisenon (1708–1775), Claude-Prosper Jolyot de Crébillon und Charles Collé (1709–1783) an. Er wandte sich dann aber als Autor der Literatur zu. Im Jahre 1739 wurde er in die Académie des Inscriptions et Belles-Lettres aufgenommen. Am 26. Januar 1747 Aufnahme in die Académie française, deren ständiger Sekretär er bis zum Jahre 1755 wurde. Beide Akademien verdanken ihm nicht nur viele wertvolle Beiträge, sondern auch mehrere nützliche organisatorische Verordnungen und Verbesserungen.
Die Bürger von Dinan ernannten ihn im Jahre 1744 zum Bürgermeister ihrer Stadt, obgleich er in Paris lebte, und in dieser Eigenschaft nahm er an den États de Bretagne teil. 1755 erhielt Duclos seinen Adelstitel.
Duclos war ein Protégé von Madame de Pompadour und Claudine Guérin de Tencin, er hielt sich in den vielfältigen Salons und literarischen Cafés der Stadt Paris auf, so etwa in der Société du Caveau.
Im Jahr 1763 empfahl man ihm, sich für eine gewisse Zeit aus Frankreich zurückzuziehen, nachdem er sich zugunsten seines Freundes und Landsmannes Louis-René de Caradeuc de La Chalotais gegen Emmanuel-Armand de Vignerot du Plessis de Richelieu, duc d’Aiguillon positionierte. Begann doch im selben Jahr ein Konflikt zwischen den Landständen der Bretagne und dem Statthalter der Provinz, eben dem Herzog Aiguillon. Die Stände weigerten sich, den außerordentlichen Abgaben zuzustimmen, die von Aiguillon im Namen des Königs Ludwig XV. verlangt worden waren. La Chalotais war gewissermaßen ein persönlicher Feind Aiguillons, und als das Parlament der Bretagne sich auf die Seite der Stände stellte, nahm er eine Führungsrolle in deren Opposition ein. Das Parlament verbot per Erlass die Erhebung von Steuern ohne Zustimmung der Landstände. Der König wiederum hob diese Dekrete auf, worauf bis auf zwölf alle Mitglieder des Parlaments zurücktraten (Oktober 1764 bis Mai 1765). Die Regierung betrachtete La Chalotais als einen der Urheber dieser Affäre. Im Rahmen dieser Querelen wurde er, sein Sohn und vier weitere Mitglieder des Parlaments verhaftet. Duclos in Verbindung mit diesen Vorgängen verließ 1763 Frankreich zunächst in Richtung England und dann 1766 nach Italien.
Nicolas Beauzée ein französischer Sprachwissenschaftler wurde im Jahr 1772 als Nachfolger seines Freundes Charles Pinot Duclos in die Académie française berufen. Nach seiner Rückkehr von dort verarbeitete er seine Eindrücke in den Considérations sur l’Italie (1791), die postum erschienen.
Histoire de la baronne de Luz, anecdote du règne de Henri IV, 1741 : récit des aventures d’une femme qui succombe toujours et n’a jamais tort.
Confessions du comte de ***, 1742

## Werke
- Considerations sur les mœurs (1751; deutsch, Jena 1758),
- Confessions du comte de * * * (1742)
- Mémoires sur les mœurs du XVIIIe siècle (1749).
- Histoire de Louis XI (1745)
- Histoire de la baronne de Luz, anecdote du règne de Henri IV, (1741)
- Les Caractères de la Folie, ballet en 3 actes, 1743
- Acajou et Zirphile, (1744) Digitalisat
- Mémoires pour servir à l’histoire des mœurs du XVIIIe, (1751)
- Considérations sur l’Italie, (1791)
- Mémoires secrets sur le règne de Louis XIV, la régence et le règne de Louis XV, (1791)
- Remarques sur la Grammaire de Port-Royal
- Œuvres complètes (1806) (postum)